# Jean Grassard
Jean Grassard, né le 7 juillet 1900 à Saint-Rémy (Saône-et-Loire) et mort le 9 août 1957 à Neuilly-sur-Seine (Seine), est un homme politique français.

## Biographie
Il est élu au Conseil de la République. Il n'est pas réélu lors des sénatoriales de 1955.